# Settimana Internazionale di Coppi e Bartali 2014
La Settimana Internazionale di Coppi e Bartali 2014, ventinovesima edizione della corsa e sedicesima con questa denominazione, valida come evento del circuito UCI Europe Tour 2014 categoria 2.1, si svolse in Emilia-Romagna su tre tappe più due semitappe dal 27 al 30 marzo 2014 da Gatteo a Castello di Montecuccolo, su un percorso totale di circa 441,4 km. Fu vinto dal britannico Peter Kennaugh che terminò la gara con il tempo di 10 ore 30 minuti e 40 secondi, alla media di 42 km/h.
Al traguardo di Castello di Montecuccolo 161 ciclisti completarono la gara.

## Tappe
| Tappa  | Data     | Percorso                                                            | km    | Vincitore di tappa | Leader cl. generale |
| ------ | -------- | ------------------------------------------------------------------- | ----- | ------------------ | ------------------- |
| 1ª-1ª  | 27 marzo | Gatteo > Gatteo                                                     | 99,5  | Ben Swift          | Ben Swift           |
| 1ª-2ª  | 27 marzo | Gatteo a Mare > Gatteo a Mare (cron. a squadre)                     | 13,3  | Team Sky           | Ben Swift           |
| 2ª     | 28 marzo | Sant’Angelo di Gatteo > Sogliano al Rubicone                        | 160,2 | Peter Kennaugh     | Peter Kennaugh      |
| 3ª     | 29 marzo | Crevalcore > Crevalcore                                             | 158,4 | Elia Viviani       | Peter Kennaugh      |
| 4ª     | 30 marzo | Pavullo nel Frignano > Castello di Montecuccolo (cron. individuale) | 10    | Dario Cataldo      | Peter Kennaugh      |
| Totale | Totale   | Totale                                                              | 441,4 |                    |                     |

## Squadre e corridori partecipanti
| N.      | Cod. | Squadra                         |
| ------- | ---- | ------------------------------- |
| 1-8     | LAM  | Lampre-Merida                   |
| 11-18   | CAN  | Cannondale Pro Cycling          |
| 21-28   | SKY  | Team Sky                        |
| 31-38   | UHC  | UnitedHealthcare Pro Cycling T. |
| 41-48   | BAR  | Bardiani Valvole-CSF Inox       |
| 51-58   | COL  | Colombia                        |
| 61-68   | AND  | Androni Giocattoli-Venezuela    |
| 71-78   | NRI  | Neri Sottoli                    |
| 81-88   | RVL  | RusVelo                         |
| 91-98   | MTN  | MTN-Qhubeka                     |
| 101-108 | TNN  | Team Novo Nordisk               |
| 111-118 | TSV  | Topsport Vlaanderen-Baloise     |
| 121-128 | CWO  | Christina Watches-Kuma          |

| N.      | Cod. | Squadra                |
| ------- | ---- | ---------------------- |
| 131-138 | TIK  | Itera-Katusha          |
| 141-148 | VFN  | Vini Fantini-Nippo     |
| 151-158 | ADP  | Team Dukla Praha       |
| 161-168 | MAE  | Marchiol-Emisfero      |
| 171-178 | AMO  | Amore & Vita-Selle SMP |
| 181-188 | IDE  | Team Idea              |
| 191-198 | AZT  | Area Zero Pro Team     |
| 201-208 | MKT  | Meridiana-Kamen Team   |
| 211-218 | UNA  | Utensilnord            |
| 221-228 | VHS  | Vega-Hotsand           |
| 231-238 | ADR  | Adria Mobil            |
| 241-248 | MGK  | MG Kvis-Trevigiani     |

## Dettagli delle tappe

### 1ª tappa-1ª semitappa
- 27 marzo: Gatteo > Gatteo – 99,5 km

Risultati
| Pos. | Corridore      | Squadra       | Tempo    |
| ---- | -------------- | ------------- | -------- |
| 1    | Ben Swift      | Team Sky      | 2h22'31" |
| 2    | Manuele Mori   | Lampre-Merida | s.t.     |
| 3    | Damiano Caruso | Cannondale    | s.t.     |

| Pos. | Corridore      | Squadra       | Tempo    |
| ---- | -------------- | ------------- | -------- |
| 1    | Ben Swift      | Team Sky      | 2h22'25" |
| 2    | Manuele Mori   | Lampre-Merida | a 2"     |
| 3    | Damiano Caruso | Cannondale    | a 4"     |

### 1ª tappa-2ª semitappa
- 27 marzo: Gatteo a Mare > Gatteo a Mare – Cronometro a squadre – 13,3 km

Risultati
| Pos. | Squadra                | Tempo  |
| ---- | ---------------------- | ------ |
| 1    | Team Sky               | 15'30" |
| 2    | RusVelo                | a 15"  |
| 3    | Cannondale Pro Cycling | a 18"  |

| Pos. | Corridore      | Squadra  | Tempo    |
| ---- | -------------- | -------- | -------- |
| 1    | Ben Swift      | Team Sky | 2h37'55" |
| 2    | Peter Kennaugh | Team Sky | a 6"     |
| 3    | Dario Cataldo  | Team Sky | s.t.     |

### 2ª tappa
- 28 marzo: Sant’Angelo di Gatteo > Sogliano al Rubicone - 160,2 km

Risultati
| Pos. | Corridore                  | Squadra      | Tempo    |
| ---- | -------------------------- | ------------ | -------- |
| 1    | Peter Kennaugh             | Team Sky     | 4h20'14" |
| 2    | Francesco Manuel Bongiorno | Bardiani-CSF | a 2"     |
| 3    | Matteo Rabottini           | Neri Sottoli | a 48"    |

| Pos. | Corridore                  | Squadra      | Tempo    |
| ---- | -------------------------- | ------------ | -------- |
| 1    | Peter Kennaugh             | Team Sky     | 6h58'05" |
| 2    | Francesco Manuel Bongiorno | Bardiani-CSF | a 42"    |
| 3    | Dario Cataldo              | Team Sky     | a 1'00"  |

### 3ª tappa
- 29 marzo: Crevalcore > Crevalcore – 158,4 km

Risultati
| Pos. | Corridore       | Squadra    | Tempo    |
| ---- | --------------- | ---------- | -------- |
| 1    | Elia Viviani    | Cannondale | 3h15'19" |
| 2    | Ben Swift       | Team Sky   | s.t.     |
| 3    | Rino Gasparrini | MG Kvis    | s.t.     |

| Pos. | Corridore                  | Squadra      | Tempo    |
| ---- | -------------------------- | ------------ | -------- |
| 1    | Peter Kennaugh             | Team Sky     | 6h58'05" |
| 2    | Francesco Manuel Bongiorno | Bardiani-CSF | a 42"    |
| 3    | Dario Cataldo              | Team Sky     | a 1'00"  |

### 4ª tappa
- 30 marzo: Pavullo nel Frignano > Castello di Montecuccolo – Cronometro individuale – 10 km

Risultati
| Pos. | Corridore        | Squadra      | Tempo    |
| ---- | ---------------- | ------------ | -------- |
| 1    | Dario Cataldo    | Team Sky     | 16'28"74 |
| 2    | Matteo Rabottini | Neri Sottoli | a 7"87   |
| 3    | Diego Rosa       | Androni      | a 11"43  |

| Pos. | Corridore        | Squadra      | Tempo     |
| ---- | ---------------- | ------------ | --------- |
| 1    | Peter Kennaugh   | Team Sky     | 10h30'40" |
| 2    | Dario Cataldo    | Team Sky     | a 12"     |
| 3    | Matteo Rabottini | Neri Sottoli | a 35"     |

## Classifiche finali

### Classifica generale
| Pos. | Corridore           | Squadra       | Tempo     |
| ---- | ------------------- | ------------- | --------- |
| 1    | Peter Kennaugh      | Team Sky      | 10h30'40" |
| 2    | Dario Cataldo       | Team Sky      | a 12"     |
| 3    | Matteo Rabottini    | Neri Sottoli  | a 35"     |
| 4    | Francesco Bongiorno | Bardiani-CSF  | a 43"     |
| 5    | Damiano Caruso      | Cannondale    | a 50"     |
| 6    | Franco Pellizotti   | Androni       | a 1'06"   |
| 7    | Sergej Firsanov     | RusVelo       | a 1'20"   |
| 8    | Rafael Valls        | Lampre-Merida | a 1'24"   |
| 9    | Jarlinson Pantano   | Colombia      | a 1'45"   |
| 10   | Diego Rosa          | Androni       | a 1'48"   |

### Classifica a punti
| Pos. | Corridore           | Squadra      | Punti |
| ---- | ------------------- | ------------ | ----- |
| 1    | Ben Swift           | Team Sky     | 18    |
| 2    | Peter Kennaugh      | Team Sky     | 11    |
| 3    | Elia Viviani        | Cannondale   | 10    |
| 4    | Francesco Bongiorno | Bardiani-CSF | 8     |
| 5    | Damiano Caruso      | Cannondale   | 7     |

### Classifica scalatori
| Pos. | Corridore            | Squadra      | Punti |
| ---- | -------------------- | ------------ | ----- |
| 1    | Mirko Tedeschi       | Team Idea    | 13    |
| 2    | Emanuel Kišerlovski  | Meridiana    | 13    |
| 3    | Jacques van Rensburg | MTN-Qhubeka  | 10    |
| 4    | Viesturs Lukševics   | Amore & Vita | 8     |
| 5    | Sergej Firsanov      | RusVelo      | 7     |

### Classifica giovani
| Pos. | Corridore       | Squadra       | Tempo     |
| ---- | --------------- | ------------- | --------- |
| 1    | Simone Petilli  | Area Zero     | 10h33'34" |
| 2    | Davide Villella | Cannondale    | a 13"     |
| 3    | Sebastián Henao | Team Sky      | a 1'19"   |
| 4    | Ildar Arslanov  | Itera-Katusha | a 1'45"   |
| 5    | Zico Waeytens   | Topsport      | a 5'48"   |

### Classifica a squadre
| Pos. | Squadra                      | Tempo     |
| ---- | ---------------------------- | --------- |
| 1    | Team Sky                     | 31h20'58" |
| 2    | Bardiani-CSF                 | a 3'47"   |
| 3    | Neri Sottoli                 | a 4'24"   |
| 4    | Androni Giocattoli-Venezuela | a 6'15"   |
| 5    | Adria Mobil                  | a 9'13"   |